# 新田彩
新田 彩（にった あや、1979年2月11日 - ）は、日本の元AV女優。「野咲るみ」「野咲ルミ」「野崎ルミ」「矢沢るみ」「矢沢ひろ」の名義でも作品を出していた。
2000年末にデビュー。2003年を最後に新しい出演作（ベスト盤など総集編等の作品は除く）が無いことから、この頃に引退したと思われる。

## 出演作品
2000年
- 乳と義母　本樹憂真 （8月24日、笠倉出版社／KASAKURA）
- 「中出し・第四章」（12月13日、桃太郎映像出版）

2001年
- 「NEO犯女・3」（1月12日）
- 「したたる誘惑」（1月13日）
- 「音×3 ザ.ハーレム 1」（2月7日、ソフト・オン・デマンド）
- 痴女王座決定戦！ AV女優編 （9月20日、SODクリエイト）

2002年
- 「5人娘 超-股間のアングル1」（3月29日、ワンズファクトリー）
- 「宇宙の痴女」（4月9日、SODクリエイト）
- 「痴女の性欲 エンドレスザーメン」（5月6日、ドグマ）
- 「頭のいいお姉さんに犯されたい」（6月7日、SODクリエイト）
- 「発情ダブルま○こ」（6月15日、ドグマ）
- 「イジメっ娘 イジメられっ娘」（3月29日、ワンズファクトリー）
- 「超痴女・笠木忍」（7月31日、h.m.p）
- 「好きな男に抱かれたい‥AV女優が街でタイプの男を探すビデオ」（8月4日、SODクリエイト）

2003年
- 「熟女マゾ倶楽部」（8月25日、アートビデオ）